# Лужковский сельсовет (Курская область)
Лужко́вский сельсове́т — упразднённая административно-территориальная единица, входившая в состав Дмитровского уезда Орловской губернии, а затем — Михайловского (ныне Железногорского) района Центрально-Чернозёмной области.
Административным центром было село Лужки.

## История
Образован в первые годы советской власти. В состав сельсовета вошли населённые пункты, относившиеся к приходу Покровского храма села Лужки. По состоянию на 1926 год Лужковский сельсовет входил в состав Волковской волости Дмитровского уезда Орловской губернии. С 1928 года в составе новообразованного Михайловского района. Упразднён в 1-й половине 1930-х годов, при этом бо́льшая часть территории Лужковского с/с вошла в состав Курбакинского сельсовета, а деревня Пасерково была отнесена к Волковскому сельсовету.

## Населённые пункты
По состоянию на 1926 год в состав сельсовета входило 6 населённых пунктов:
| № | Населённый пункт | Тип населённого пункта |
| - | ---------------- | ---------------------- |
| 1 | Лужки            | село, администр. центр |
| 2 | Андреевский      | посёлок                |
| 3 | Красовицкого     | хутор                  |
| 4 | Панино           | деревня                |
| 5 | Пасерково        | деревня                |
| 6 | Яблоновский      | посёлок                |